# براد إلدريد
براد إلدريد (بالإنجليزية: Brad Eldred)‏ هو لاعب كرة قاعدة أمريكي، ولد في 12 يوليو 1980 في فورت لودرديل في الولايات المتحدة.

## وصلات خارجية
- براد إلدريد على موقع دوري كرة القاعدة الرئيسي (الإنجليزية)
- براد إلدريد على موقع الدوري الياباني لكرة القاعدة (الإنجليزية)
- براد إلدريد على موقعبيزبول رفرنس.كوم (الدوري الرئيسي) (الإنجليزية)
- براد إلدريد على موقعبيزبول رفرنس.كوم (الدوري الثانوي) (الإنجليزية)
- براد إلدريد على موقع إي إس بي إن.كوم (أم.أل.بي) (الإنجليزية)
- براد إلدريد على موقع مشجعي الرسوم البيانية (الإنجليزية)